# Maratona aquática no Campeonato Mundial de Esportes Aquáticos de 2013 - 5 km feminino
A prova de 5 quilômetros feminino da maratona aquática no Campeonato Mundial de Esportes Aquáticos de 2013 foi realizada no dia 20 de julho em Moll de la Fusta em Barcelona. 

## Medalhistas
| Ouro                 | Prata                 | Bronze                  |
| Haley Anderson (USA) | Poliana Okimoto (BRA) | Ana Marcela Cunha (BRA) |

## Resultados
Estes foram os resultados da prova. 
| Pos.              | Nadadora              | Nacionalidade  | Tempo     |
| ----------------- | --------------------- | -------------- | --------- |
| Medalha de ouro   | Haley Anderson        | Estados Unidos | 56:34.2   |
| Medalha de prata  | Poliana Okimoto       | Brasil         | 56:34.4   |
| Medalha de bronze | Ana Marcela Cunha     | Brasil         | 56:44.4   |
| 4                 | Kalliopi Araouzou     | Grécia         | 56:45.3   |
| 5                 | Isabelle Härle        | Alemanha       | 56:46.2   |
| 6                 | Cara Baker            | Nova Zelândia  | 56:46.2   |
| 7                 | Martina Grimaldi      | Itália         | 56:46.3   |
| 8                 | Rebecca Mann          | Estados Unidos | 56:46.4   |
| 9                 | Aurélie Muller        | França         | 56:46.5   |
| 10                | Rachele Bruni         | Itália         | 56:48.1   |
| 11                | Danielle DeFrancesco  | Austrália      | 56:48.2   |
| 12                | Anna Olasz            | Hungria        | 56:58.4   |
| 13                | Yurema Requena        | Espanha        | 57:00.1   |
| 14                | Bonnie MacDonald      | Austrália      | 57:01.3   |
| 15                | Anastasiya Azarova    | Rússia         | 57:04.3   |
| 16                | Margarita Domínguez   | Espanha        | 57:04.4   |
| 17                | Elizaveta Gorshkova   | Rússia         | 57:06.2   |
| 18                | Ophelie Aspord        | França         | 57:06.3   |
| 19                | Fang Yanqiao          | China          | 57:07.0   |
| 20                | Cao Shiyue            | China          | 57:19.5   |
| 21                | Angelica Andre        | Portugal       | 57:22.1   |
| 22                | Katia Barros          | Equador        | 57:26.4   |
| 23                | Swann Oberson         | Suíça          | 57:26.8   |
| 24                | Emma Robinson         | Nova Zelândia  | 57:29.5   |
| 25                | Kyna Pereira          | África do Sul  | 57:30.8   |
| 26                | Florencia Mazzei      | Argentina      | 57:49.0   |
| 27                | Paola Pérez           | Venezuela      | 57:51.5   |
| 28                | Marianna Lymperta     | Grécia         | 57:55.3   |
| 29                | Barbora Picková       | Chéquia        | 58:58.2   |
| 30                | Maroua Mathlouthi     | Tunísia        | 59:51.8   |
| 31                | Florencia Melo        | Venezuela      | 1:01:32.5 |
| 32                | Nataly Caldas         | Equador        | 1:01:41.7 |
| 33                | Laila El-Basiouny     | Egito          | 1:01:52.4 |
| 34                | Mayela Oropeza        | México         | 1:03:01.1 |
| 35                | Wasela Hussein        | Egito          | 1:03:02.2 |
| 36                | Valerie Gruest        | Guatemala      | 1:03:03.8 |
| 37                | Mariya Ivanova        | Cazaquistão    | 1:05:19.0 |
| 38                | Mahina Valdivia       | Chile          | 1:05:19.6 |
| 39                | Anna Gakhokidze       | Cazaquistão    | 1:06:25.6 |
| 40                | Li Hannah Hang Fung   | Hong Kong      | 1:06:30.6 |
| 41                | Risa Andriani Permana | Indonésia      | 1:10:16.7 |
| 42                | Maria Aponte          | Bolívia        | 1:10:21.2 |
| 43                | Michelle Weber        | África do Sul  | DNF       |
| 44                | Fiona On Yi Chan      | Hong Kong      | DSQ       |
| 44                | Finnia Wunram         | Alemanha       | DSQ       |

Legenda
| Recorde mundial       | Recorde mundial (World record)               |                       | Recorde africano                      | Recorde africano (African) |                                           | Q | Classificado por posição (Qualified) |
| Recorde do campeonato | Recorde do campeonato (Championship record)  | Recorde da América    | Recorde da América (Americas)         | q                          | Classificado por melhor tempo (Qualified) |   |                                      |
| Melhor marca do ano   | Melhor marca do ano (World leading)          | Recorde asiático      | Recorde asiático (Asian)              | DNS                        | Não largou (Did not start)                |   |                                      |
| Recorde nacional      | Recorde nacional (National record)           | Recorde europeu       | Recorde europeu (European)            | DNF                        | Não terminou (Did not finish)             |   |                                      |
| Recorde pessoal       | Recorde pessoal do atleta (Personal best)    | Recorde da Oceania    | Recorde da Oceania (Oceania)          | DSQ / DQ                   | Desclassificado (Disqualified)            |   |                                      |
| Recorde da temporada  | Recorde da temporada do atleta (Season best) | Recorde sul-americano | Recorde sul-americano (South America) | NM                         | Sem marca (No mark)                       |   |                                      |